# Corinne Jaber
Corinne Jaber est une comédienne française.

## Biographie
Née de parents germano-syriens, elle passe son enfance au Canada et en Allemagne. Arrivée à Paris en 1984, elle intègre l'école de Philippe Gaulier et Monika Pagneux (école Jacques Lecoq).
Trilingue, elle joue indifféremment en anglais, français ou allemand et mène une carrière internationale, essentiellement au théâtre. En 1987, elle joue dans Le Mahâbhârata mis en scène par Peter Brook, en tournée mondiale et pour le film. Elle reçoit le Molière de la comédienne en 2001 pour Une bête sur la lune, l'histoire d'un rescapé du génocide arménien, exilé aux États-Unis, qui veut reconstruire sa vie en fondant une famille.
En 2008 elle met en scène Sœurs, pièce de théâtre élaborée par Fabrice Melquiot après deux années d'écriture collégiale avec des actrices afghanes, représentée à Kaboul, au centre culturel français puis lors du Ve Festival national du Théâtre afghan.

## Théâtre

### Actrice
- 1987 : Mahâbhârata, adaptation Jean-Claude Carrière, mise en scène Peter Brook, tournée mondiale, en anglais
- Le Dybbuk de Bruce Myers, d'après Shalom Anski, mise en scène Bruce Myers, Gate Theatre Dublin, Hampstead Theatre Londres et en tournée, en anglais
- Le Dibbouk de Bruce Myers, d'après Shalom Anski, mise en scène Bruce Myers, Théâtre Kléber-Méleau Lausanne
- 1992 : Le Puits des Saints de John Millington Synge, mise en scène Bruce Myers, Théâtre Kléber-Méleau Lausanne
- 1995 : Le Golem de Levik, mise en scène Bruce Myers, Hamburger Kammerspiele, en allemand
- 1996 : Les Exaltés de Robert Musil, mise en scène Patrick Haggiag, Théâtre de Gennevilliers
- 1996 : Beast on the moon de Richard Kalinovski, mise en scène Irina Brook, Battersea Arts Centre, Londres, en anglais
- 1998-1999 : Une bête sur la lune de Richard Kalinovski, mise en scène Irina Brook, MC93 Bobigny et en tournée
- 1999 : Danser à Lughnasa de Brian Friel, traduction Jean-Marie Besset, mise en scène Irina Brook, MC93 Bobigny
- 2001 : Une bête sur la lune de Richard Kalinovski, mise en scène Irina Brook, Théâtre de l'Œuvre
- 2002 : Le Diable en partage de Fabrice Melquiot, mise en scène Emmanuel Demarcy-Mota, Théâtre de la Bastille
- 2003 : L'Incroyable voyage de Gilles Granouillet, mise en scène Philippe Adrien, Théâtre de la Tempête, Cartoucherie de Vincennes
- 2003 : L'effet Shakespeare, lecture avec Yann Collette, Centre Pompidou
- 2004 : Le Diable en partage de Fabrice Melquiot, mise en scène Emmanuel Demarcy-Mota, en tournée
- 2004 : Noir est ta couleur de Daniel Keene, mise en scène Habib Naghmouchin, Théâtre de la Boutonnière
- 2005 : Frozen de Bryony Lavery, mise en scène Lesley Chatterley, Théâtre du Marais
- 2006 : Henry VIII de William Shakespeare, mise en scène Greg Thompson pour la Royal Shakespeare Company, Holy Trinity Church, Stratford-upon-Avon
- 2007 : Jeux doubles de Cristina Comencini, mise en scène Claudia Stavisky, Théâtre des Célestins
- 2008 : Jeux doubles de Cristina Comencini, mise en scène Claudia Stavisky, Théâtre des Célestins
- 2009 : Jeux doubles de Cristina Comencini, mise en scène Claudia Stavisky, Théâtre de la Commune d'Aubervilliers
- 2011 : La Femme silencieuse de Monique Esther Rotenberg, mise en scène Pascal Elso, Petit Hébertot, Théâtre Adyar
- 2011 : Ithaque de Botho Strauss, mise en scène Jean-Louis Martinelli, Théâtre Liberté
- 2012 : Ithaque de Botho Strauss, mise en scène Jean-Louis Martinelli, MC2
- 2014 : La Femme silencieuse de Monique Esther Rotenberg, mise en scène Pascal Elso, Petit Hébertot

### Metteur en scène
- 2005 : Peines d'amour perdues de William Shakespeare, en persan, dans les jardins de la Fondation pour la société civile, Kaboul
- 2008 : Sœurs  de la Compagnie du Chemin vert, Centre culturel français, Kaboul

## Filmographie

### Cinéma
- 2004 : Immortel, ad vitam d'Enki Bilal
- 2006 : Hier encore de Rima Samman

### Télévision
- 1989 : Saracen, épisode Decoy
- 1989 : Le Mahâbhârata de Peter Brook
- 1989 : Black Easter de Ben Bolt
- 2001 : Une bête sur la lune d'Irina Brook
- 2003 : Avocats et Associés, épisode Enfance volée de Patrice Martineau

### Voix off
- 1998 : Il était une fois la Mésopotamie de Jean-Claude Lubtchansky

## Distinctions
- 2001 : Molière de la comédienne dans Une bête sur la lune
- 2001 : Nomination pour le Molière de la révélation théâtrale dans Une bête sur la lune